# Alfred Hitchcock
Alfred Joseph Hitchcock, född 13 augusti 1899 i Leytonstone, Essex, England, död 29 april 1980 i Los Angeles, Kalifornien, USA, var en brittisk filmregissör. Bland hans mest kända filmer finns De 39 stegen, En dam försvinner, Rebecca, Utrikeskorrespondenten, Notorious!, Främlingar på tåg, Fönstret åt gården, Studie i brott, I sista minuten, Psycho och Fåglarna.
Hitchcock influerades av tysk expressionism och började regissera film i hemlandet Storbritannien innan han började arbeta i Hollywood 1939. Hitchcock regisserade över 50 filmer mellan 1922 och 1976 och i 35 av dem skymtade han förbi i cameoroller som en person i mängden, som ett levande signum. Han är möjligen en av de mest kända och populära filmregissörerna någonsin. Hans idéer och uppfinningsrikedom har influerat många filmskapare, producenter och skådespelare.
Alfred Hitchcocks filmer har ofta starkt fokus på både rädsla och fantasi men har också humor. Hans filmer porträtterar ofta oskyldiga, vardagliga personer som fångas av olika omständigheter utan att de har kontroll över eller förståelse för vad som händer. Även om Hitchcock var mycket känd och framgångsrik under sin livstid, var han inte alltför populär bland samtida filmkritiker. Hans film Rebecca var den enda filmen som vann en Oscar för bästa film, även om fyra andra filmer också blev nominerade. Senare filmkritiker har dock förstått att uppskatta hans storhet, och han förblir helt central och stilbildande inom spännings-, thriller- och skräckfilmsgenrerna.

## Biografi

### Barndom och uppväxt
Alfred Hitchcock var son till grönsakshandlaren William Hitchcock (1862–1914) och Emma Jane Whelan (1863–1942). Han hade två syskon: William (född 1890) och Eileen (född 1892). Hans familj var irländska katoliker och Hitchcock skickades till en katolsk internatskola i London. Efter att Hitchcock gått ut skolan blev han ritare och reklamdesigner för ett kabelföretag. Vid den tiden blev Hitchcock mer intresserad av fotografi och började sedan arbeta med film i London. 1920 fick han ett heltidsjobb hos Islington Studios under dess amerikanska ägare, Players-Lasky, och sedan deras brittiska efterträdare, Gainsborough Pictures, där han skapade titelsekvenserna till stumfilmer. 1925 lät Michael Balcon Hitchcock regissera sin första film hos Gainsborough Pictures, Lustgården.

### Brittiska karriären före kriget
Som en stor talang i den nya filmindustrin med stora förutsättningar fick Hitchcock snabbt framgångar. Hans tredje film, The Lodger: A Story of the London Fog hade premiär 1927. Detta var den första filmen i hans numera kända "Hitchcockstil". 1926 hade Hitchcock gift sig med den assisterande regissören Alma Reville och de fick en dotter, Patricia 1928. Alma var Hitchcocks närmaste medarbetare, hon skrev några av hans manus och arbetade med honom på varje film han gjorde. 1929 började Hitchcock arbeta på filmen Utpressning, hans tionde film. Medan filmen var under produktion bestämde sig studion att göra filmen till den första brittiska ljudfilmen.
År 1933 arbetade Hitchcock ännu en gång med Michael Balcon (nu på Gaumont-British Picture Corporation). Hans första film för detta företag, Mannen som visste för mycket (1934) blev en succé. Hans andra film för bolaget, De 39 stegen (1935), brukar räknas som en av de bästa filmerna från hans tidiga filmperiod. Hans nästa stora succé kom 1938, En dam försvinner som handlade om sökandet efter en äldre engelsk kvinna (May Whitty), som försvann ombord på ett tåg i det fiktiva landet Vandrika (en referens till det dåtida Tyskland). I slutet av 1930-talet var Hitchcock på sin topp och David O. Selznick fick honom att börja regissera film i Hollywood.

### Hollywood
Rebecca (1940) var Hitchcocks första amerikanska film, men filmen utspelade sig i England och var baserad på en roman av den engelska författaren Daphne du Maurier. Filmen vann en Oscar för bästa film samma år. Hitchcocks filmer genom det tidiga 1940-talet var väldigt varierande, från den romantiska komedin Lika barn leka bäst (1941) till den mörka Skuggan av ett tvivel (1943). Den sistnämnda var för övrigt hans personliga favorit. Notorious! (1946) med Ingrid Bergman brukar av kritiker nämnas som ett av Hitchcocks mästerverk. I Repet (1948), hans första färgfilm, experimenterade Hitchcock med mycket långa tagningar, tagningar upp till tio minuter. I Främlingar på tåg (1951) (efter Patricia Highsmiths debutroman med samma namn) kombinerade Hitchcock många av de bästa elementen från sina tidigare brittiska och amerikanska filmer.
År 1958 kom filmen Studie i brott, vilken brukar räknas som ett mästerverk, med James Stewart, Kim Novak och Barbara Bel Geddes i huvudrollerna. Denna film följdes av tre idag klassiska filmer; I sista minuten (1959), Psycho (1960) och Fåglarna (1963), alla tre med filmmusik av Bernard Herrmann. De skrikande stråkinstrumenten i mordscenen i Psycho gick på gränsen för vad som kunde vara med i film under den tiden, och Fåglarna hade den första elektroniskt producerade filmmusiken i en kommersiell film. Dessa var de sista riktigt stora filmerna av Hitchcock, efter dessa dalade hans karriär sakta nedåt. 1972 återvände Hitchcock till London för att göra filmen Frenzy, hans sista stora succé. Nästa film, Arvet (1976), blev hans sista film. Alfred Hitchcock dog i sitt hem i Bel Air i Los Angeles 1980, 80 år gammal. Hans kropp kremerades och det var ingen offentlig begravning. Hans aska spreds över Stilla havet. Hitchcock var värd för TV-serien Alfred Hitchcock presenterar och licenserade ut sitt namn till böcker, såsom ungdomsböckerna Tre deckare.

## Teman och kännetecken
Hitchcock skapade ofta spänning och överraskningar i filmerna. Vid överraskningarna går han på tittaren genom skrämmande händelser. Vid spänningssekvenser visar han tittarna saker som rollfigurerna inte vet om, för att sedan på ett konstnärligt sätt bygga upp en föraning hos tittaren om vad som kommer att hända när en rollfigur till slut kommer att förstå sanningen. Ett av Hitchcocks favoritknep var att skapa intrigen i berättelserna genom en spänningskälla han kallade "MacGuffin". Intrigerna i många av hans spänningsfilmer kretsar kring en "MacGuffin": en detalj som väcker nyfikenhet och behov samt tar intrigen framåt och skapar handlingarna av rollfigurerna i berättelsen. MacGuffins specifika identitet och natur är oviktig för åskådaren av filmen, den är endast objektet intrigen kretsar kring. I Studie i brott är till exempel "Carlotta Valdes" en MacGuffin; hon syns aldrig och detaljerna om hennes död är oviktig för tittaren, men berättelsen om hennes spöke som jagar Madeleine Elster är sporren för Scotties undersökning om henne, och däri ligger filmens hela intrig. Även objekt kan vara MacGuffin, i Notorious! är det uranet och i många spionfilmer är det hemlig information.
De flesta av Hitchcocks filmer innehåller framträdanden av Hitchcock själv. Regissören kan ibland ses för en kort stund då han till exempel kliver på en buss, går framför en byggnad eller syns på ett fotografi. Detta blev något av Hitchcocks-signatur. Ett återkommande tema var att han bar ett musikinstrument – speciellt ett stort fodral till en basfiol som han tar med sig på tåget i Främlingar på tåg. I de tidigaste filmerna var han oftast en i mängden, till exempel stående i en folkmassa. Senare blev hans framträdanden mer synliga. Oftast är Hitchcocks framträdanden placerade tidigt i filmerna, för att publiken skulle kunna koncentrera sig på filmen istället för att försöka upptäcka när Hitchcock ska dyka upp. Ett annat kännetecken för Hitchcock är att han ofta använder sig av nummer 13 på olika ställen i sina filmer. När det kommer till datum, gatuadresser, registreringsskyltar och andra numrerade saker dyker nummer 13 upp regelbundet. Psycho visar många sådana exempel.

### Tekniska utmaningar
Hitchcock verkade även gilla tekniska utmaningar i filmskapandet. I Livbåt (1944) utspelar sig en stor del av filmen i en liten båt vilket var svårinspelat. Repet (1948) innebar en annan teknisk utmaning, filmen skulle bli filmad i en enda tagning. Det var dock inte teoretiskt möjligt, filmen togs i åtta tagningar på ungefär 10 minuter vardera, vilket var den största längd film som kunde få plats på filmrullen i filmkameran; istället gömdes övergångarna mellan de sju klippen genom att ett mörkt objekt fyllde hela skärmen under en kortare tid. Hitchcock använde detta trick för att klippet inte skulle märkas och började nästa tagning med kameran från samma plats.
I Studie i brott (1958) används ett kameratrick, dolly zoom, som sedan har blivit imiterat och återanvänt av väldigt många filmskapare, och har blivit känt som Hitchcock-zoomen. Tricket fås genom att kameran zoomar ut samtidigt som dollyn körs närmre objektet som filmas, eller vice versa. Resultatet är att medan objektet i förgrunden förblir lika stort i bild, ändrar bakgrunden storlek och tycks på så sätt komma närmre eller längre från förgrunden. Hitchcock var en banbrytare inom kameraåkningar, kamerasättningar och undersökte för övrigt de yttersta kanterna av den filmiska konsten, men även om han är känd för sina uppfinningsrika filmvinklar så undvek Hitchcock normalt point of view-vinklar som fysiskt sett inte skulle kunna ses från en människas perspektiv. Som exempel skulle han aldrig placera en kamera som filmar utåt inifrån ett kylskåp.

## Hitchcocks rollfigurer och deras effekt på filmerna
Hitchcocks filmer har många gånger manliga rollfigurer som har problem i relationen med sina mödrar. I I sista minuten, förlöjligas Roger Thornhill (spelad av Cary Grant) av sin mor när han hävdar att skumma, mordlystna män förföljer honom (i det här fallet är det sant). I Fåglarna upptäcker Rod Taylors rollfigur att hans värld är under attack av elaka fåglar, och försöker frigöra sig själv från sin påhängande mamma. Mördaren i Vanvett (spelad av Barry Foster) avskyr kvinnor, men idoliserar sin mamma. Brottslingen Bruno i Främlingar på tåg hatar sin pappa, men har en väldigt nära relation med sin mamma. Mest extrema fallet finns i Psycho där psykopatmördaren Norman Bates (spelad av Anthony Perkins) som förvarar sin döda mamma mumifierad och låtsas att hon lever och klär sig i hennes kläder för att sedan mörda med kniv.
Hitchcocks hjältinnor var ofta blondiner som många gånger verkade propra men när de omsvärmades av faror blev de mer sensuella, möjligen på ett kriminellt sätt. Det kända offret i The Lodger: A Story of the London Fog är blond. I De 39 stegen är Hitchcocks glamorösa blonda stjärna, Madeleine Carroll satt i handbojor. I Marnie (1964) är den glamorösa blondinen Tippi Hedren en kleptoman. I Ta fast tjuven (1955) erbjuder sig den glamorösa blondinen Grace Kelly att hjälpa en person som hon tror är en mästertjuv. I Psycho stjäl Janet Leighs rollfigur 40 000 dollar och blir därefter mördad av Norman Bates. Hitchcocks sista blonda hjältinna var den franska skådespelerskan Claude Jade i Topaz. Hitchcocks mest personliga filmer är förmodligen Notorious! och Studie i brott, båda handlar om män som är fixerade i att försöka manipulera kvinnor.

## Hitchcocks arbetsstil
Hitchcock hade svårt att ge tillräckligt med beröm till de manusförfattare som hade gjort så pass mycket för att hans visioner kommit till rätta i filmen. Begåvade manusförfattare arbetade med honom, som Raymond Chandler och John Michael Hayes, men de kände ofta att de inte blivit behandlade som likvärdiga. Hitchcock var även väldigt kritisk mot sina skådespelare, där han till exempel inte tyckte om Kim Novaks framträdande i Studie i brott. Han har en gång sagt att "skådespelarna ska behandlas som boskap".

## Utmärkelser
Hitchcocks film Rebecca (1940) vann en Oscar för bästa film 1940, men priset gavs till producenten David O. Selznick. Som producent fick Hitchcock en Oscarsnominering för bästa film för filmen Illdåd planeras (1941). Han blev nominerad som bästa regissör fem gånger för Rebecca, Livbåt, Trollbunden, Fönstret åt gården och Psycho. Han fick en heders-Oscar 1968 och blev adlad 1980.
Asteroiden 7032 Hitchcock är uppkallad efter honom.

## Filmografi i urval
- Number 13 (1922) (ofullbordad, inga kända kopior existerar)
- Always Tell Your Wife (1923) (bara de två första akterna finns kvar)
- Lustgården (1925; The Pleasure Garden)
- The Mountain Eagle (1926)
- The Lodger (1927)
- Downhill (1927)
- Olovlig kärlek (1928; Easy Virtue)
- Cirkusboxaren (1927; The Ring)
- The Farmer's Wife (1928)
- Champagne (1928)
- Manxmannen (1929; The Manxman)
- Utpressning (1929; Black Mail)
- An Elastic Affair (1930) (kortfilm)
- Juno och påfågeln (1930; Juno and the Paycock)
- Mord (1930; Murder!)
- Elstree Calling (1930) (medregissör)
- Hämndens timme (1931; The Skin Game)
- Mary (1931; Mary)
- Öster om Shanghai (1931; Rich and Strange)
- Nummer 17 (1932; Number Seventeen)
- Lord Camber's Ladies (1932) (producent)
- Waltzes from Vienna (1933)
- Mannen som visste för mycket (1934; The Man Who Knew Too Much)
- De 39 stegen (1935; The 39 Steps)
- Spioner i hälarna (1936; Secret Agent)
- Fåglarna sjunga klockan 1.45 (1936; Sabotage)
- Ung och oskyldig (1937; Young and Innocent)
- En dam försvinner (1938; The Lady Vanishes)
- Värdshuset Jamaica (1939; Jamaica Inn)
- Rebecca (1940, Rebecca)
- Utrikeskorrespondenten (1940; Foreign Correspondent)
- Lika barn leka bäst (1941; Mr. & Mrs. Smith)
- Illdåd planeras (1941; Suspicion)
- Sabotör (1942; Saboteur)
- Skuggan av ett tvivel (1943; Shadow of a Doubt)
- Livbåt (1944; Lifeboat)
- Aventure Malgache (1944) (kortfilm)
- Bon Voyage (1944) (kortfilm)
- Trollbunden (1945; Spellbound)
- Notorious! (1946; Notorious)
- En kvinnas hemlighet (1947; The Paradine Case)
- Repet (1948; Rope)
- Under Capricorn (1949)
- Rampfeber (1950; Stage Fright)
- Främlingar på tåg (1951; Strangers on a Train)
- Jag bekänner (1953; I Confess)
- Slå nollan till polisen (1954; Dial M for Murder)
- Fönstret åt gården (1954; Rear Window)
- Ta fast tjuven (1955; To Catch a Thief)
- Ugglor i mossen (1955; The Trouble with Harry)
- Alfred Hitchcock presenterar (1955–1962) (TV-serie)
- Mannen som visste för mycket (1956; The Man Who Knew Too Much)
- Fel man (1956; The Wrong Man)
- Studie i brott (1958; Vertigo)
- I sista minuten (1959; North by Northwest)
- Psycho (1960; Psycho)
- Fåglarna (1963; The Birds)
- Marnie (1964; Marnie)
- En läcka i ridån (1966; Torn Curtain)
- Topaz (1969; Topaz)
- Vanvett (1972; Frenzy)
- Arvet (1976; Family Plot)

## DVD-utgåvor

### Alfred Hitchcock Collection
Alfred Hitchcock Collection är den hittills största samlingen av Hitchcock-filmer släppta på dvd, den gavs ut av Universal Pictures 2006. Utgåvan finns även i Sverige. Samlingen består av 14 filmer fördelade på två dvd-boxar: Sabotör (1942), Skuggan av ett tvivel (1943), Repet (1948), Fönstret åt gården (1954), Ugglor i mossen (1955), Mannen som visste för mycket (1956), Studie i brott (1958), Psycho (1960), Fåglarna (1963), Marnie (1964), En läcka i ridån (1965), Topaz (1967), Frenzy (1972) och Arvet (1976).